# Equity (common law)

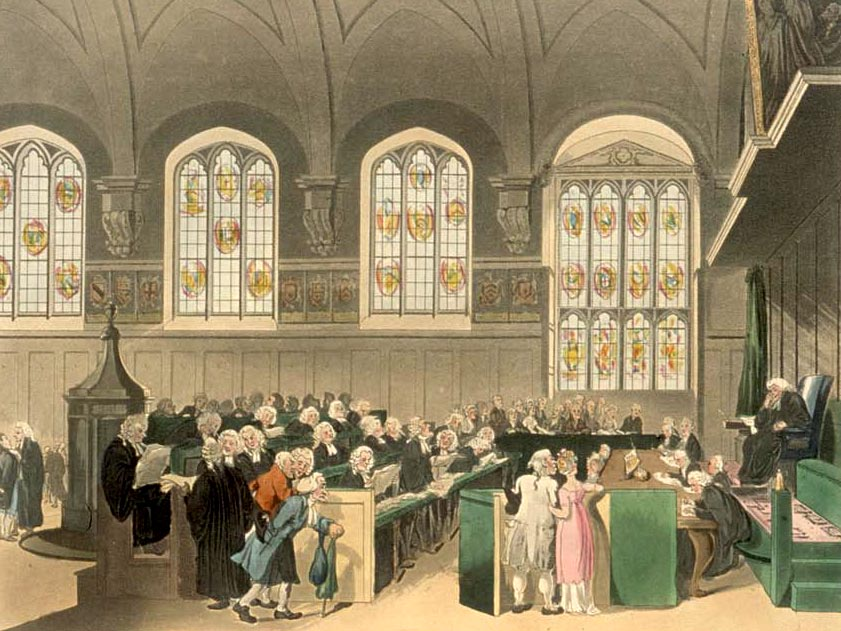
La Court of Chancery, nella Londra del XIX secolo.

L'Equity identifica un insieme di princìpi di diritto, seguiti ed adottati secondo equità, negli stati che adottano ordinamenti di common law.
Nello specifico, quest’ultima si sviluppò con lo scopo generale di fornire rimedi legali per i casi in cui il common law fosse inflessibile e, per questo, non potesse risolvere adeguatamente, secondo un’idea di giustizia equa, la questione giuridica contestata.
Concettualmente, l'equità fa parte delle origini storiche del sistema inglese, sebbene essa sia un campo di diritto separato, perché ha le proprie regole e principi unici, ed è per questo stata amministrata da tribunali differenti.

## Storia
Con una tradizione iniziata nell'antichità con gli scritti di Aristotele (Epicheia) ed il concetto di diritto romano di “Aequitas” più tardi, in ambito di common law, l'equità divenne un corpo di diritto indipendente da quest’ultima ed esercitata presso la Court of Chancery dal Lord Cancelliere.
In tal senso, una critica risalente all'equity per come essa si sviluppò storicamente, fu che essa non ebbe regole fisse di modo che il Lord Cancelliere, che giudicava secondo quest’ultima, di tanto in tanto emanasse sentenze troppo legate al suo personale senso del giusto e dell'ingiusto. Per questo motivo, nel corso del tempo, le regole dell'equity persero la loro flessibilità e dal XVII secolo in poi essa si consolidò rapidamente in un sistema di precedenti analogo a quello presente nel common law, inteso in senso stretto.
Dell’istituto si ha riferimento anche nella letteratura, con il romanzo di Charles Dickens, Bleak House che parodiò le lungaggini processuali ed il tempo eccessivo associato ai giudizi che si svolgevano dinanzi alla Court of Equity nel XIX secolo in Inghilterra.

## Caratteristiche generali
Essi intervengono, in via suppletiva, ogni qualvolta l'applicazione dello stretto diritto risulti in concreto iniqua, operando come criterio di giustizia che tiene conto delle particolarità del caso di specie e delle correlate circostanze umane, al fine di realizzare la cosiddetta "giustizia del caso concreto".
È spesso contrapposta, in modo improprio, alla "legge" scritta, che negli ordinamenti di common law si indica come statutory law.

## Distinzione con i paesi dicivil law
Nella pratica legale contemporanea dei Paesi di common law, la più importante distinzione fra law e equity è nel diverso insieme di rimedi che ciascuna di esse offre. Il più comune strumento di tutela che può offrire una Corte che giudichi secondo diritto è il risarcimento del danno. In base all'equity, invece, è possibile emanare injunctions o decrees in base ai quali si può ordinare o proibire a taluno di fare una determinata cosa. Spesso questa forma di rimedio è di maggior interesse per l'attore rispetto al semplice risarcimento del danno.
Un'altra distinzione di rilievo è la mancanza di una giuria nei giudizi basati sull'equity. I rimedi accordati in base a quest'ultima possono essere emessi solo da un giudice. La questione relativa al se una causa debba essere decisa da una giuria o da un giudice secondo l'equity dipende essenzialmente dal tipo di rimedio giurisdizionale richiesto dall'attore e dall'essere quest'ultimo accordabile nell'uno o nell'altro tipo di giudizio.
Un'altra importante distinzione fra law ed equity è nella fonte delle regole in base alle quali si giunge alla decisione. Le decisioni secondo diritto sono effettuate facendo riferimento alla dottrina o alle leggi scritte, gli statutes. Invece, nelle decisioni prese secondo l'equity, potendo queste ultime essere rese in base all'equità e alla giustizia sostanziale, si adottano come parametri di riferimento le cosiddette maxims of equity o "massime di equità".